# Inégalité de Kato
En analyse fonctionnelle, l'inégalité de Kato est une inégalité de distribution pour l'opérateur de Laplace ou dans le cas général certains opérateurs elliptiques. Elle a été prouvée en 1972 par le mathématicien japonais Tosio Kato.
On traite ici le cas particulier de l'opérateur de Laplace.

## Inégalité de Kato
Soit {\displaystyle \Omega \subset \mathbb {R} ^{d}} un ensemble ouvert et borné et {\displaystyle f\in L_{\operatorname {loc} }^{1}(\Omega )} , de sorte que {\displaystyle \Delta f\in L_{\operatorname {loc} }^{1}(\Omega )}. On a alors,
{\displaystyle \Delta |f|\geq \operatorname {Re} \left((\operatorname {sgn} {\overline {f}})\Delta f\right)\quad } in {\displaystyle \;{\mathcal {D}}'(\Omega )},
où
{\displaystyle \operatorname {sgn} {\overline {f}}={\begin{cases}{\frac {\overline {f(x)}}{|f(x)|}}&{\text{si }}f\neq 0\\0&{\text{si }}f=0.\end{cases}}}

### Explications
- {\displaystyle L_{\operatorname {loc} }^{1}} est espace des fonctions localement intégrable.